# Josslyn Hay, XXII conte di Erroll
Josslyn Victor Hay, XXII conte di Erroll (Mayfair, 11 maggio 1901 – Nairobi, 24 gennaio 1941), è stato un nobile scozzese.

## Biografia
Era il figlio del diplomatico Victor Hay, XXI conte di Erroll, e di sua moglie, Lucy Mackenzie, unica figlia di sir Allan Mackenzie, II baronetto.
Nel 1911 partecipò all'incoronazione di Giorgio V. Studiò all'Eton College, ma venne espulso due anni dopo.

## Carriera
Nel 1920 venne nominato Segretario Onorario dell'ambasciatore in Germania, carica che mantenne fino al 1922.
Nel 1934, durante una sua visita in Inghilterra, Lord Erroll si unì al movimento British Union of Fascists di Oswald Mosley.
Nel 1936 partecipò all'incoronazione di Giorgio VI ed è stato eletto al Consiglio legislativo come membro per Kiambu nel 1939. Allo scoppio della seconda guerra mondiale Lord Erroll divenne capitano nel Kenya regiment e accettò l'incarico di Segretario Militare per l'Africa orientale nel 1940.

## Matrimonio
Dopo aver superato gli esami del Foreign Office, egli avrebbe dovuto intraprendere la carriera diplomatica, ma si innamorò di Lady Myra Idina Sackville, figlia di Gilbert Sackville, VIII conte De La Warr, moglie del capitano Charles Gordon. Lady Myra divorziò dal marito nel 1923.
Si sposarono il 22 settembre 1923. Ebbero una figlia:
- Diana Hay, XXIII contessa di Erroll (5 gennaio 1926-17 maggio 1978)

Dopo aver provocato uno scandalo con il loro matrimonio, nel 1924 si trasferirono in Kenya. La loro casa era un bungalow sulle pendici dei Monti Aberdare, dopo che l'ex residenza di famiglia, Slains Castle, era stata venduta dal nonno di Hay, nel 1916.
Nel 1928 successe al padre alla contea. Nel 1930 Lady Myra chiese il divorzio.
Sposò, l'8 febbraio 1930, Edith Maude, figlia di Richard Watson Maude, non ebbero figli.

## Morte
Il 13 ottobre 1939 Lady Erroll morì. Al Muthaiga Country Club nel 1940, Lord Erroll incontrò Lady Diana Broughton, la moglie di Sir Jock Delves Broughton.
Il 24 gennaio 1941 è stato trovato morto nella sua Buick a un bivio sul strada Nairobi-Ngong, dopo aver trascorso una notte con Lady Delves Broughton.
Sir Jock venne accusato di omicidio e arrestato il 10 marzo. Non ci furono testimoni oculari per l'uccisione, le prove contro di lui in tribunale erano deboli. A causa di questi fattori, Sir Jock è stato assolto il 1º luglio. Si suicidò in Inghilterra un anno dopo.
Lord Erroll fu sepolto nel cimitero di St Paul's Church, a Kiambu, in Kenya, vicino alla sua seconda moglie. La contea e la signoria di Hay passarono a sua figlia, Diana mentre la baronia di Kilmarnock passò a suo fratello, Gilbert.

## Ascendenza
|                                           |                                           |                        | Genitori                  |  |  | Nonni |  |  | Bisnonni                               |  |  | Trisnonni                                 |  |
|                                           |                                           |                        |                           |  |  |       |  |  | William Harry Hay, XIX conte di Erroll |  |  | William George Hay, XVIII conte di Erroll |  |
|                                           |                                           |                        |                           |  |  |       |  |  | William Harry Hay, XIX conte di Erroll |  |  | William George Hay, XVIII conte di Erroll |  |
|                                           |                                           | Elizabeth FitzClarence |                           |  |  |       |  |  | William Harry Hay, XIX conte di Erroll |  |  |                                           |  |
| Charles Hay, XX conte di Erroll           |                                           |                        |                           |  |  |       |  |  | William Harry Hay, XIX conte di Erroll |  |  |                                           |  |
|                                           |                                           | lady Eliza Amelia Gore | Charles Stephen Gore      |  |  |       |  |  |                                        |  |  |                                           |  |
|                                           |                                           | lady Eliza Amelia Gore | Charles Stephen Gore      |  |  |       |  |  |                                        |  |  |                                           |  |
|                                           |                                           | lady Eliza Amelia Gore | Rachel Sarah Fraser       |  |  |       |  |  |                                        |  |  |                                           |  |
| Victor Hay, XXI conte di Erroll           |                                           | lady Eliza Amelia Gore |                           |  |  |       |  |  |                                        |  |  |                                           |  |
|                                           |                                           | Edmund L'Estrange      | Henry Peisley L'Estrange  |  |  |       |  |  |                                        |  |  |                                           |  |
|                                           |                                           | Edmund L'Estrange      | Henry Peisley L'Estrange  |  |  |       |  |  |                                        |  |  |                                           |  |
|                                           |                                           | Edmund L'Estrange      | Grace Burdett             |  |  |       |  |  |                                        |  |  |                                           |  |
| Mary Caroline L'Estrange                  |                                           | Edmund L'Estrange      |                           |  |  |       |  |  |                                        |  |  |                                           |  |
|                                           |                                           | lady Henrietta Lumley  | Frederick Lumley          |  |  |       |  |  |                                        |  |  |                                           |  |
|                                           |                                           | lady Henrietta Lumley  | Frederick Lumley          |  |  |       |  |  |                                        |  |  |                                           |  |
|                                           |                                           | lady Henrietta Lumley  | Charlotte Mary Beresford  |  |  |       |  |  |                                        |  |  |                                           |  |
| Josslyn Hay, XXII conte di Erroll         |                                           | lady Henrietta Lumley  |                           |  |  |       |  |  |                                        |  |  |                                           |  |
|                                           | sir James Thompson Mackenzie, I baronetto | George Mackenzie       |                           |  |  |       |  |  |                                        |  |  |                                           |  |
|                                           | sir James Thompson Mackenzie, I baronetto | George Mackenzie       |                           |  |  |       |  |  |                                        |  |  |                                           |  |
|                                           | sir James Thompson Mackenzie, I baronetto | Margaret Allan         |                           |  |  |       |  |  |                                        |  |  |                                           |  |
| sir Allan Russell Mackenzie, II baronetto | sir James Thompson Mackenzie, I baronetto |                        |                           |  |  |       |  |  |                                        |  |  |                                           |  |
|                                           |                                           | Mary Russell           | Charles Du Pré Russell    |  |  |       |  |  |                                        |  |  |                                           |  |
|                                           |                                           | Mary Russell           | Charles Du Pré Russell    |  |  |       |  |  |                                        |  |  |                                           |  |
|                                           |                                           | Mary Russell           | Mary Anne Raynsford       |  |  |       |  |  |                                        |  |  |                                           |  |
| Mary Lucy Victoria Mackenzie              |                                           | Mary Russell           |                           |  |  |       |  |  |                                        |  |  |                                           |  |
|                                           |                                           | Duncan Davidson        | Henry Davidson            |  |  |       |  |  |                                        |  |  |                                           |  |
|                                           |                                           | Duncan Davidson        | Henry Davidson            |  |  |       |  |  |                                        |  |  |                                           |  |
|                                           |                                           | Duncan Davidson        | Caroline Elizabeth Diffel |  |  |       |  |  |                                        |  |  |                                           |  |
| Lucy Eleanora Davidson                    |                                           | Duncan Davidson        |                           |  |  |       |  |  |                                        |  |  |                                           |  |
|                                           |                                           | Mary Mackenzie         | John Mackenzie            |  |  |       |  |  |                                        |  |  |                                           |  |
|                                           |                                           | Mary Mackenzie         | John Mackenzie            |  |  |       |  |  |                                        |  |  |                                           |  |
|                                           |                                           | Mary Mackenzie         | Mary Jane Inglis          |  |  |       |  |  |                                        |  |  |                                           |  |
|                                           |                                           | Mary Mackenzie         |                           |  |  |       |  |  |                                        |  |  |                                           |  |